# Daphnopsis liebmannii
Daphnopsis liebmannii är en tibastväxtart som beskrevs av Nevl.. Daphnopsis liebmannii ingår i släktet Daphnopsis och familjen tibastväxter. Inga underarter finns listade i Catalogue of Life.